# Alfred and Arthur
Alfred and Arthur: an historic friendship é um livro de Garrett Jones de 2001, que descreve, usando extensivamente as palavras dos próprios, o amor entre o poeta Alfred Tennyson e o seu amigo Arthur Hallam. Arthur estava noivo da irmã do poeta, Emilia Tennyson, quando, aos 22 anos, morreu subitamente em Viena em 1833. Quando Alfredo publicou In Memoriam A.H.H. anonimamente em 1850, um crítico julgou tratar-se da obra de uma viúva desolada. O livro revela como Arthur continuou a influenciar a vida e obra de Tennyson ao longo da sua longa vida.